# El Cambio por Ti
El Cambio por Ti fue una coalición electoral chilena que agrupó al Partido Progresista, al Partido Ecologista Verde, y diversos movimientos políticos e independientes para las elecciones municipales de 2012. Fue inscrita por Marco Enríquez-Ominami el 30 de julio de 2012 y presentó más de 1100 candidatos para alcaldes y concejales. Fue heredera del pacto Nueva Mayoría para Chile, que apoyó a Enríquez-Ominami en la elección presidencial de 2009. Ocupó la letra C en las cédulas de votación según el sorteo realizado por el Servicio Electoral el 2 de agosto de 2012.
Sin embargo, este pacto solo sería efectivo para dichas elecciones municipales. Para las elecciones parlamentarias y de consejeros regionales de 2013, el Partido Progresista junto al Partido Liberal de Chile creó el pacto Si tú quieres, Chile cambia, consecuente al apoyo que este último partido brindó a la candidatura de Enríquez-Ominami en la elección presidencial. Mientras, el Partido Ecologista Verde propuso a su propio candidato a la presidencia, y realizó una alianza con el Partido Igualdad mediante el pacto Nueva Constitución para Chile.

## Resultados electorales

### Elecciones municipales de 2012
Resultados a nivel nacional.
Alcaldes
| Partido                  | Votos   | Porcentaje | Candidatos | Electos |
| ------------------------ | ------- | ---------- | ---------- | ------- |
| Partido Progresista      | 88 800  | 1,60       | 44         | 3       |
| Partido Ecologista Verde | 146     | 0,00       | 1          | 0       |
| Independientes           | 75 312  | 1,36       | 32         | 4       |
| Total                    | 164 239 | 2,96       | 77         | 7       |

Concejales
| Partido                            | Votos   | Porcentaje | Candidatos | Electos |
| ---------------------------------- | ------- | ---------- | ---------- | ------- |
| Partido Progresista                | 123 372 | 2,31       | 397        | 25      |
| Partido Ecologista Verde           | 1647    | 0,03       | 7          | 0       |
| Partido Ecologista Verde del Norte | 1969    | 0,04       | 7          | 0       |
| Independientes                     | 114 526 | 2,14       | 549        | 20      |
| Total                              | 241 514 | 4,52       | 960        | 45      |